# 한아름초등학교
한아름초등학교는 대한민국 전라남도 나주시 빛가람동에 있는 공립 초등학교이다.

## 연혁
- 2020. 03. 01 24학급 편성(특수1학급)
- 2020. 03. 01 제2대 이형숙 교장선생님 부임
- 2020. 02. 07 제3회 졸업식(70명, 총수 146명)
- 2019. 03. 01 22학급 편성
- 2019. 02. 15 제2회 졸업식(51명, 총수 76명)
- 2018. 03. 01 19학급 편성
- 2018. 02. 09 제1회 졸업식(25명)
- 2017. 03. 01 제1대 박옥희 교장선생님 부임
- 2017. 03. 01 13학급 개교

## 상징
- 교화 - 철쭉 : 강한 생활력으로 주변을 밝게 해주는 기쁨을 상징(끝없는 사랑, 맑은 품성)
- 교목 - 동백나무 : 사철 푸르며 겨울에 꽃을 피우는 강인한 의지를 상징(인내심, 굳은 의지)
- 교색 - 녹색 : 항상 새롭고 희망찬 미래를 상징(푸른 꿈, 높은 이상)

## 참고 자료
- 한아름초등학교 - 한국교육학술정보원 학교알리미